# Cantó de Lo Mur de Barrés
El cantó de Lo Mur de Barrés és un cantó francès del departament de l'Avairon, situat al districte de Rodés. Té sis municipis i el cap cantonal és Lo Mur de Barrés.

## Municipis
- Brocmat
- La Crotz de Barrés
- Lo Mur de Barrés
- Muròls
- Taussac
- Terondèls

## Història
| Data d'elecció                           | Identitat         | Partit        | Qualitat |
| ---------------------------------------- | ----------------- | ------------- | -------- |
| 1931-1967                                | Adrien Viguier    |               |          |
| 1967-1973                                | Robert Laurens    | RI            |          |
| 1973-1998                                | Bernard Monzie    | UDF           |          |
| 1998-                                    | Francis Issanchou | Divers droite |          |
| les dades anteriors no són pas conegudes |                   |               |          |
|                                          |                   |               |          |

## Demografia
| 1962  | 1968  | 1975  | 1982  | 1990  | 1999  | 2006  |
| ----- | ----- | ----- | ----- | ----- | ----- | ----- |
| 4.257 | 4.508 | 4.252 | 4.150 | 3.768 | 3.345 | 3.140 |